# Karel Hanzelka
Karel Hanzelka je český tiskový mluvčí.

## Život
[potřebuje aktualizovat]
V letech 1998–2003 vystudoval Fakultu humanitních studií Univerzity Karlovy. V letech 1999–2004 pracoval v Českém rozhlase. Od května do září 2004 působil na Rádiu Impuls. Od října 2004 do července 2011 pracoval jako tiskový mluvčí Ministerstva dopravy České republiky. V letech 2011–2013 zastával funkci ředitele PR divize ve společnosti McCann Erickson Prague. Od ledna 2013 pracuje jako tiskový mluvčí a PR manažer pro Agrofert. 25. října 2021 bylo oznámeno, že koncem října t. r. z Agrofertu odchází. Od 1. listopadu 2021 začal pracovat ve skupině Pražská energetika, kde od začátku roku 2022 převzal post mluvčího a vedoucího oddělení PR.
V roce 2008 obdržel ocenění Mluvčí roku v České republice.